# Философы и философишки
«Философы и философишки» (англ. Philosophers and Philosophicules) — редакционная статья Елены Петровны Блаватской, опубликованная в октябре 1889 года в теософском журнале «Люцифер». Вошла в 11-й том собрания сочинений автора.

## Исследование содержания

### Теософия как синтез
В этой статье Е. П. Блаватская рассматривает вопросы философии с теософской точки зрения. Статья начинается с сетования автора по поводу распространяющейся в Великобритании дезинформации, наносящей, по её мнению, ущерб теософии. Очевидно, её разочарование было вызвано высказанным журналистами мнением о том, что теософию нельзя воспринимать всерьёз (в качестве настоящей философии), потому что это всего лишь очередной религиозный культ. Она пишет: «Благодаря легкомысленным отзывам прессы, укрепилось мнение, что „теософия — это не философия, а религия“ и „новая секта“».
Блаватская считает, что теософия заслуживает уважительного отношения, как серьёзное интеллектуальное начинание, основанное на публично озвученных философских принципах. Распространяющееся же мнение о «новой секте» было известным «рефреном», который её, по-видимому, особенно раздражал. По мнению А. Калнитски, «несмотря на явное преобладание религиозного подхода и неоспоримые факты, прямо указывающие на сектоподобную организацию Теософского Общества, Блаватская стремится разрушить нежелательный стереотип и укрепить позиции теософии». Чтобы избежать путаницы, она заявляет, что теософия не может быть сведена к одной форме знания или интеллектуальной деятельности: «Теософия, конечно же, не только философия, просто потому, что она включает в себя и философию, и науку, и религию».

### Сущность философии
Блаватская полностью убеждена в том, что теософия должна быть «живой кровью» философии, которая определяется как «наука о вещах божественных и человеческих и о причинах, коими они существуют». И она считает, что только теософия обладает «ключами» к этим причинам.
Утверждая, что философия была «точкой кристаллизации» различных форм знания, Блаватская пишет об этом так:

При обращении к Богу или богам, она становится в любой стране теологией; если к материальной природе — её называют физикой и натурфилософией; если она имеет отношение к человеку — появляется антропология и психология; при обращении же к более высоким сферам — она становится метафизикой. Такова философия — «наука о следствиях по их причинам» — это сама сущность учения о карме, самого главного учения, существующего под разными названиями в каждой религиозной философии, и теософского принципа, который не принадлежит ни к одной религии, но объясняет их все. Философия также есть «наука о вещах возможных, ввиду того, что они возможны».
Далее Блаватская, видимо, «пытается добиться легитимации своих теософских представлений», утверждая, что они не расходятся со взглядами Гегеля на сущность философии:

Гегель рассматривает её как «созерцание саморазвития Абсолюта», или другими словами, как «изложение идеи» (нем. Darstellung der Idee). Всё Тайное Учение… есть такое созерцание и его запись, насколько бедность языка и ограниченность мышления позволяют отображать процессы Бесконечного.
Таким образом, по мнению Блаватской, Тайная Доктрина представляет собой «наиболее полное и зрелое выражение философской деятельности», которая осуществляется путём «созерцания и записи саморазвития Абсолюта». Обращаясь к гегелевской теории и пытаясь отыскать в ней «существенные доктринальные параллели», она преследует цель: упрочить свой философский авторитет. Гегелевская система, как и большинство других идеалистических течений в философии, дала теософам немало полезных концепций, но в большинстве случаев, теософские взгляды расходились с ними из-за ряда различий в основных положениях. С точки зрения теософов, философская деятельность считалась бесплодной без оккультных и мистических предпосылок, а интеллектуальные поиски были оправданы, если только они обеспечивали подтверждение их убеждений.
Определив «теософскую спекуляцию» как акт истинной философии, Блаватская утверждает, что общность целей позволяет устранить традиционные религиозные ограничения: «Таким образом, становится очевидным, что теософия не может быть „религией“, а тем более „сектой“, но она, действительно, есть квинтэссенция высочайшей философии в целом и в каждом из её аспектов».
Похоже, в заявлении Блаватской о том, что теософия является «синтезом» и чем-то «большим», по сравнению с любой дисциплиной или типом знания, неизбежно присутствует определённое количество лингвистической путаницы и противоречий. Она утверждает, что её теософия должна рассматриваться как «квинтэссенция высочайшей философии в целом и в каждом из её аспектов», и что она «не может быть религией». Но, пытаясь сохранить религиозные, философские и научные традиции, она настаивает на превалирующем над всем синтетическом и инклюзивном статусе теософии, используя риторическую методику, когда некое (англ. a) представляется второстепенным по сравнению с полностью определённым (англ. the). Таким образом, теософия не просто некая (англ. a) религия, философия или наука, но определённо более авторитетный и достоверный источник, охватывающий и синтезирующий их. В этом случае теософия представляется определённой (англ. the) «квинтэссенцией высочайшей философии». Следует отметить стойкое раздражение автора от любых попыток интерпретировать теософию как привилегированную религию или секту, что является для неё вызовом, требующим немедленного перехода к защите путём провозглашения, что теософия избегает догматизма и стремится быть инклюзивной.
Блаватская уверена, что ей удалось доказать, что теософия вполне «может быть подведена под любое определение философии», и что есть общие философские принципы, которым теософия не противоречит. Она приводит цитату сэра Уильяма Гамильтона, где говорится, что философия является «поиском принципов, ощутимых и абстрактных истин», а также применением разума «для решения надлежащих задач». Ей представляется, что теософия является полностью законным и надёжным средством достижения таких целей, особенно, относящихся к природе «эго, или ментального Я» и отношения между «идеальным и реальным». Именно поэтому в области теории теософия воспринимается ею, хотя и с некоторыми ограничениями, как эквивалент философии. По утверждению Блаватской, «тот, кто изучает теософию, изучает высшую трансцендентальную философию». Связывая теософскую систему с традицией философских рассуждений и предполагая сходство целей, она пытается добиться для себя большей респектабельности и авторитета.

### Бездуховное философствование
В конце статьи Блаватская прибегает к обличительной риторике, пытаясь ещё раз показать, что теософия нередко находится «за пределами кругозора» тех людей, которые могли бы признать её. Она сравнивает свою ситуацию с положением Сократа, утверждая, что если бы его учение было отклонено из-за обвинений против него, то знания, переданные через Платона и философов-неоплатоников «никогда не дошли бы до нас». Вновь обращая своё внимание на современные философские настроения, Блаватская презрительно отзывается о тех, кто занимается «бездуховным философствованием». Говоря об «истинных философах», она делает следующее замечание:

Скептик никогда не сможет претендовать на этот титул. Тот, кто представляет себе вселенную с её служанкой-природой, как нечто случайное (наподобие сказочной чёрной курочки, вылупившейся из висевшего в пространстве яйца, которое само себя сотворило), не имеет ни силы мысли, ни духовной способности воспринимать абстрактные истины, потому что именно эта сила и эта способность являются, в первую очередь, признаками философского мышления. Мы видим сферу современной науки, сплошь облепленную подобными материалистами, которые до сих пор считают себя философами. Они либо, как атеисты, не верят ни во что, либо, как агностики, во всём сомневаются.
По мнению Блаватской, априорное утверждение о духовной основе реальности определяет истинность любой философии. В заключительной части статьи она «превозносит» дедуктивный метод Платона, сравнивая его с индуктивным методом современных мыслителей: «Ни один из наших нынешних дарвинистов, материалистов и их поклонников, наших критиков, не мог освоить философию иначе, как только очень поверхностно… Теософы же имеют законное право называть себя философами — истинными любомудрами».

## Критика
В. С. Соловьёв писал, что теософия Блаватской базируется всего лишь «на предположении о существовании какой-то тайной мудрости», и
охарактеризовал её как доктрину не только «антирелигиозную» и «антинаучную», но и «антифилософскую».
Р. Генон назвал теософию Блаватской «теософизмом» и охарактеризовал её как «псевдорелигию». Он писал, что представленное лидерами Теософского Общества заверение о якобы «восточном происхождении» их «претендующей на эзотеризм» доктрины оказалось ложным, а её «первоначальная направленность была откровенно антихристианской». По его мнению, «между доктриной Теософского Общества или, по крайней мере, тем, что таковой провозглашается, и теософией в истинном смысле этого слова, нет абсолютно никакого родства».
В. В. Лесевич, ещё один российский критик Е. П. Блаватской, нисколько не сомневавшийся в её полнейшем невежестве по части философии, саркастически заметил:

Какого рода публику могут они [теософы] уловлять, здесь можно видеть из остроумного разоблачения шарлатанских приёмов г-жи Блаватской, взявшейся толковать о философии Платона и наболтавшей целую уйму всевозможной галиматьи. Разоблачение всего этого вздора обнаруживает полную справедливость характеристики логических приёмов беззастенчивого автора Isis Unveiled, которая, по-видимому, воображает, что если она сказала что-либо три раза, то положение следует уже считать доказанным.

## Публикации
- Philosophers and Philosophicules (англ.) // Lucifer : журнал. — London: Theosophical Publishing Society, 1889. — October (vol. 5, no. 26). — P. 85—91.
- Philosophers and Philosophicules // Collected Writings / под ред. B. De Zirkoff. — Wheaton, Ill: Theosophical Publishing House, 1973. — Vol. 11. — P. 431—439. — 632 p.
- Philosophers and Philosophicules (англ.). Blavatsky.Net (2014). Дата обращения: 28 мая 2016.
- Philosophers and Philosophicules (англ.). Theosophy Library Online. An Online Theosophical Research Center. Дата обращения: 28 мая 2016.

## Комментарии
1. ↑  Philosophicule — из слов Philosophism и Homuncule.
2. ↑  «Lucifer», vol. 5, № 26, October, 1889, p. 85—91.[1]
3. ↑  Cit. Blavatsky H. P. Philosophers and Philosophicules.[2]
4. ↑  «Учение Блаватской... сложилось под влиянием религиозно-философских концепций брахманизма, буддизма, индуизма (учения о карме, перевоплощении человеческой души и космической эволюции как манифестации духовного абсолюта), а также оккультизма и элементов гностицизма».[3]
5. ↑  «Philosophy, not less than religion, bears the stamp of theosophical ideology».[4]
6. ↑  Тем не менее, Р. Эллвуд писал, что Теософское Общество не представляет собой церковь или религиозную организацию в обычном смысле: «Многие теософы, включая меня, — члены церкви и других религиозных организаций. Теософами являются христиане, индуисты, буддисты и другие».[5]
7. ↑  Cit. Blavatsky H. P. Philosophers and Philosophicules.[6]
8. ↑  «Теософия в её [Блаватской] интерпретации есть попытка объединить в универсальное учение все религии через раскрытие общности их глубинной сути и обнаружение тождественности смыслов их символов, все философии (включая эзотерические), все науки (включая оккультные)».[7]
9. ↑  В. А. Трефилов[укр.] писал: «Учение Е. П. Блаватской с самого начала формировалось как синтез философских воззрений и религиозных форм различных эпох и народов с современными ей научными идеями. Фактически теософия была одной из первых попыток создания новой парадигмы мышления путем синтеза научного и вненаучного знания».[8]
10. ↑  Cit. Blavatsky H. P. Philosophers and Philosophicules.[10]
11. ↑  Cit. Blavatsky H. P. Philosophers and Philosophicules.[11]
12. ↑  «В стремлении к полному самопознанию и самореализации абсолютная идея направляет и осуществляет процесс развития всего сущего».[12]
13. ↑  «Теологический принцип философии Гегеля выражается в его убеждении, что если религия может существовать без философии, то "философия не может существовать без религии, а содержит её внутри себя"».[13]
14. ↑  «Теософию [Блаватской] можно рассматривать как разновидность объективного идеализма, так как она постулирует космос как производное от космической мыслеосновы и воплощённое сознание. Но это не "чистый" идеализм, поскольку она признаёт, как относительную реальность, объективные, или феноменальные, миры».[14]
15. ↑  По мнению А. Кларка, теософская концепция объективного идеализма напоминает доктрину майи ведантистов. Человек рассматривается как «монадический поток, укоренённый в Реальности». И по мере того, как его сознание поднимается к своему источнику, оно расширяется, увеличивая способность понимания и различения, а также «мудрость, силу и любовь».[14]
16. ↑  Cit. Blavatsky H. P. Philosophers and Philosophicules.[15]
17. ↑  «We shall, no doubt, be able to find out the fundamental principles of all philosophy and base upon them a system which is likely to satisfy our wants and aspirations».[16]
18. ↑  Cit. Blavatsky H. P. Philosophers and Philosophicules.[18]
19. ↑  «It is significant that Madame Blavatsky's occult philosophy aims to restore to scientific method the deductive procedure».[19]
20. ↑  Cit. Blavatsky H. P. Philosophers and Philosophicules.[20]
21. ↑  По мнению А. Кларка, философишками Е. П. Блаватская называет современных приверженцев индуктивного метода.[14]

### Теософские источники
- An Index to «Lucifer», 1887—1897, London (англ.). Union Index of Theosophical Periodicals. The Campbell Theosophical Research Library (8 апреля 2016). Дата обращения: 28 мая 2016.
- Clark A. Something about Philosophy (англ.) // The Theosophical Forum : журнал  / под ред. G. de Purucker. — Theosophical University Press, 1942. — May (vol. 20, no. 5). — P. 212—215.
- Subba Row T. Notes on the Bhagavad Gita. — Theosophical University Press, 1978. — ISBN 1-55700-126-x.